# Elizabeth Anita Widjaja

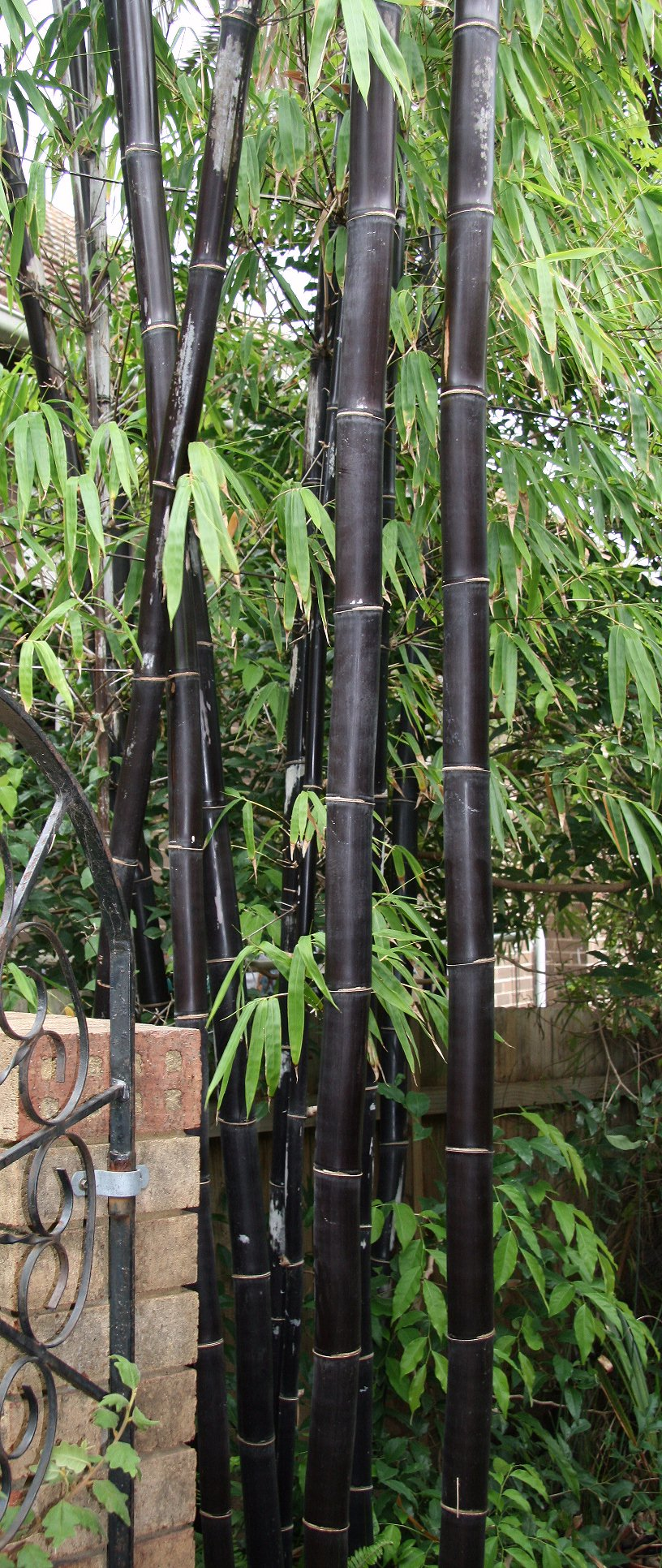
Bambusa lako, en Sídney

Elizabeth Anita Widjaja (1 de junio de 1951 (73 años)) es una investigadora de taxonomía en bambúes, en el Herbarium Bogoriense, de la División de Botánica, Centro de Estudios Biológicos en el Instituto de Ciencias de Indonesia de Bogor, Indonesia. Está especialmente interesada en bambúes de Indonesia y de Malasia, promoviendo su cultivo para prevención de la erosión.
La Dra. Widjaja recientemente ha dicho del bambú como fuente de biofuel:

“Es una fuente inmensa. Además, es fácil trabajar con el bambú en su investigación sobre biocombustibles, y debe ser más barato.”

El Bambusa lako (bambú negro de Timor) fue descrito y separado de otras especies de bambúes negros de Indonesia Gigantochloa atroviolacea por Elizabeth Anita Widjaja en 1997, como su apariencia (morfología) diferente.

## Algunas publicaciones
- Identikit jenis-jenis bambu di Jawa (Bamboo varieties found on Java) w/Kartikasari, S. N. (Sri Nurani), 2001, ISBN 979-579-035-8[7]
- Identikit jenis-jenis bambu di Kepulauan Sunda Kecil (Bamboo varieties of the Lesser Sunda Islands) w/Kartikasari, S. N. (Sri Nurani), 2001, ISBN 979-579-034-X[8]

### Libros
- ------------, Johanis P. Mogea. 2002. Management policy of the Herbarium Bogoriense. Ed. Botany Division, Research Centre for Biology, indonesian Institute of Sciences. 28 pp. ISBN 979579045
- Mien Achmad Rifai, Elizabeth Anita Widjaja. 1996. Kamus biologi: anatomi, morfologi, taksonomi botani. Nº 3667 de Balai Pustaka. Ed. Balai Pustaka. 158 pp. ISBN	9794072109

1986. Penelitian sumber daya bambu Indonesia: prospek pemanfaatannya dan pengembangannya (Investigación de los recursos de bambú de Indonesia: las perspectivas de su utilización y el desarrollo). 20 pp.
- 1984. Gigantochloa (Bambusoideae, Poaceae) in Malesia. Ed. The University, Department of Plant Biology. 592 pp.
- 1981. Taxonomy of Amorphophallus campanulatus (Araceae) and other taxa, using morphological, anatomical and chemical characters: a thesis ... Faculty of Science ... Ed. University Department of Plant Biology. 89 pp.
- Setijati Sastrapradja, Elizabeth A Widjaja. 1980. Beberapa jenis bambu. N.º 2903 de Balai Pustaka. 96 pp.

## Honores
- Galardón del Día Mundial de la Biodiversidad, 1999, por el Ministerio Estatal Ambiental de Indonesiat[2]
- Indonesian President Award, 2000[2]
- Medalla Harsbergerl, por sus estudios etnobotánicos (por la «Sociedad de Etnobotánicos», India), 2001[2]

- La abreviatura «Widjaja» se emplea para indicar a Elizabeth Anita Widjaja como autoridad en la descripción y clasificación científica de los vegetales.[9]